# Кармазинівка
Кармази́нівка — село в Україні, у Коломийчиській сільській громаді Сватівського району Луганської області. Населення становить 247 осіб. До 2018 року орган місцевого самоврядування — Ковалівська сільська рада.

## Географія
Селом тече балка Обрізний Яр. На південний схід від села розташована ботанічна пам'ятка природи «Кармазинівська».

## Населення

### Мова
Розподіл населення за рідною мовою за даними перепису 2001 року:
| Мова       | Кількість | Відсоток |
| ---------- | --------- | -------- |
| українська | 241       | 97.57%   |
| російська  | 5         | 2.03%    |
| вірменська | 1         | 0.40%    |
| Усього     | 247       | 100%     |

## Історія
Село засноване 1865 року.
12 червня 2020 року Ковалівська сільська рада об'єднана з Коломийчиською сільською громадою.
Під час повномасштабного російського вторгнення в Україну село було тимчасово окуповано російськими загарбниками. 24 жовтня 2022 року силами ЗСУ село звільнено від окупантів.

### Загинули внаслідок російського вторгнення в Україну
Сергій Радько (?-2023)— загинув 21 січня під час виконання бойового завдання
Набока Максим Юрійович (1982—2023)—загинув 17 січня під час відбиття атаки ворога
Мищак Андрій Миколайович (1986—2023)—загинув 17 січня під час артилерійського обстрілу